# Aliança Rebel
Aliança Rebel és una agrupació paramilitar a l'univers fictici de la Guerra de les Galàxies.
Després de les Guerres clon, Palpatine s'autoproclama emperador i converteix la República Galàctica en l'Imperi Galàctic. Quan l'Imperi va asfixiar a la República i va prendre el seu lloc, va sorgir immediatament l'Aliança Rebel. Aquesta seria l'agrupació que bregaria en una guerra civil durant més de 30 anys en contra de l'Imperi. Mon Mothma, del planeta Chandrila va renunciar al seu lloc al Senat Galàctic ja transformat per l'Imperi i va fundar la Rebel·lió juntament amb els senadors Bail Organa i Padmé Amidala. Els Líders de l'Aliança Rebel en general eren bastant aguerrits i experts militars o diplomàtics. Tal és el cas de Mon Mothma, o la princesa Leia Organa, dos senadors. O del general Jan Dodonna, General Madine, General Rieekan, etc. Planetes com Alderaan recolzaren fervorosament a l'Aliança i la van assistir durant molts anys amb tota mena de requeriments, car compartia el mateix odi per la tirania Imperial. La situació no va variar durant molt de temps fins que un jove granger del planeta Tatooine (Luke Skywalker) i els seus dos amics mercenaris (Han Solo i Chewbacca) van ingressar a l'Aliança Rebel, donant-li un gran gir.
Es deia que l'Aliança comptava amb els millors pilots de la Galàxia, entre ells estaven: Jek Porkins, Wedge Antilles, Luke Skywalker, Garven Dreis, Biggs Darklighter, Dutch Vander entre d'altres. La batalles van començar a ser guanyades, l'Estrella de la mort va ser destruïda a la batalla de Yavin, i aviat els rebels van aconseguir obtenir moltes victòries sobre l'Imperi Galàctic. Finalment a la batalla d'Endor, van aconseguir destruir la Segona Estrella de la mort i es van coronar victoriosos sobre la guerra civil, acabant amb l'Emperador Palpatine i el seu regnat de terror i establint una Nova República sobre els fonaments de l'Aliança, amb el senat a Chandrila sent elegida Mon Mothma com canciller.